# ß

Literele ẞ și ß

Litera ß în diferite tipuri de scris

Semnul ß, denumit în română s dur sau și s ascuțit, (în germană scharfes S, citit [ˈʃaɐ̯fəs ˈʔɛs] ori [ˈʃaːfəs ˈʔɛs]; sau și Eszett, citit în germană [ɛsˈtsɛt]), este o literă minusculă a alfabetului german, corespunzătoare consoanei fricative „s” din limba română (ca în cuvântul „folos”).
Până în anul 2017 nu a existat un semn majuscul corespunzător; acolo unde acesta a fost necesar (de ex. în titluri, reclame etc.) s-a scris „SS”. Pe 29 iunie 2017 litera mare „ẞ” a fost introdusă.

## Varia
Unul din efectele reformei ortografice a limbii germane din anul 2006 a fost faptul că acum semnul „ß” este folosit mai rar, fiind deseori înlocuit cu scrierea „ss”.
Numele „Eszett” provine de la ligatura grafică între semnele s (citit „es”) și z (citit „zett” = „țet”). Asta deoarece, prin tradiție, în multe fonturi germane învechite semnul s se scrie ca și litera de tipar minusculă f dar fără liniuța orizontală din mijloc, iar semnul z foarte asemănător cu cifra 3.
Apare în numele unor personalități, precum Johann Strauß, Carl Friedrich Gauß etc.
În Elveția și Liechtenstein semnul ß este înlocuit aproape întotdeauna cu perechea ss. Execepție fac numele proprii.